# Südafrikanische Cricket-Nationalmannschaft in Sri Lanka in der Saison 2014
Die Tour der südafrikanischen Cricket-Nationalmannschaft nach Sri Lanka in der Saison 2014 fand vom 3. bis zum 28. Juli 2014 statt. Die internationale Cricket-Tour war Teil der internationalen Cricket-Saison 2014. Sie umfasste drei ODIs und zwei Test Matches. Südafrika gewann die ODI-Serie 2-1 und die Testserie 1-0. Die ausgetragenen Tests der Touren waren Spiele im Rahmen der ICC Test Championship und die ODI Bestandteil der ICC ODI Championship. Es waren die ersten Testspiele Südafrikas in Sri Lanka seit 2006. Mit dem Remis im zweiten Test war Südafrika wieder führend in der Test-Weltrangliste.

## Vorgeschichte

### Ansetzung
Die Testserie war ursprünglich im Jahr zuvor als Bestandteil der damaligen Tour geplant gewesen, jedoch damals aufgeschoben worden. Dabei wurde ein Test gestrichen um eine ODI-Serie zu ermöglichen.
Es war die erste Tour, in der der neue südafrikanische Kapitän Hashim Amla das Team anführte.

## Stadien
Die folgenden Stadien wurden für die Tour als Austragungsort vorgesehen und am 22. März 2014 bekanntgegeben.
| Stadion    | Stadt                                              | Kapazität | Spiele  |
| ---------- | -------------------------------------------------- | --------- | ------- |
| Colombo    | R. Premadasa Stadium (RPS)                         | 35.000    | 1. ODI  |
| Colombo    | Sinhalese Sports Club Ground (SSC)                 | 10.000    | 2. Test |
| Galle      | Galle International Stadium                        | 35.000    | 1. Test |
| Hambantota | Mahinda Rajapaksa International Stadium            | 35.000    | 3. ODI  |
| Kandy      | Muttiah Muralitharan International Cricket Stadium | 35.000    | 2. ODI  |

## Kaderlisten
Südafrika stellte seinen Kader am 3. Juni 2014 vor.
| Test | Test | ODI | ODI |
| Sri Lanka | Südafrika | Sri Lanka | Südafrika |
| --- | --- | --- | --- |
| - Angelo Mathews (K) - Lahiru Thirimanne (VK) - Dinesh Chandimal (wk) - Niroshan Dickwella - Shaminda Eranga - Mahela Jayawardene - Suranga Lakmal - Rangana Herath - Ajantha Mendis - Dilruwan Perera - Dhammika Prasad - Kumar Sangakkara - Kaushal Silva - Upul Tharanga - Kithuruwan Vithanage - Chanaka Welagedara | - Hashim Amla (K) - AB de Villiers (VK & wk) - Kyle Abbott - JP Duminy - Dean Elgar - Quinton de Kock (wk) - Wayne Parnell - Alviro Petersen - Vernon Philander - Dane Piedt - Faf du Plessis - Morné Morkel - Dale Steyn - Imran Tahir - Stiaan van Zyl | - Angelo Mathews (K) - Lahiru Thirimanne (VK) - Tillakaratne Dilshan - Rangana Herath - Mahela Jayawardene - Nuwan Kulasekara - Suranga Lakmal - Lasith Malinga - Ajantha Mendis - Dilruwan Perera - Kusal Perera (wk) - Thisara Perera - Ashan Priyanjan - Kumar Sangakkara (wk) - Sachithra Senanayake - Upul Tharanga - Kithuruwan Vithanage | - AB de Villiers (K & wk) - Hashim Amla - JP Duminy - Beuran Hendricks - Jacques Kallis - Quinton de Kock (wk) - David Miller - Wayne Parnell - Ryan McLaren - Morné Morkel - Aaron Phangiso - Vernon Philander - Faf du Plessis - Dale Steyn - Imran Tahir |

## Tour Match
| 3. Juli Scorecard | Moratuwa | Sri Lanka Board President’s XI 189 (39.2) | – | South Africans 297-9 (50) |
|                   |          | South Africans gewinnen mit 108 Runs      |   |                           |

## One-Day Internationals

### Erstes ODI in Colombo (RPS)
| 6. Juli Scorecard | Colombo (RPS) | Südafrika 304-5 (50)          | – | Sri Lanka 229 (40.3) |
|                   |               | Südafrika gewinnt mit 75 Runs |   |                      |

Um Kosten zu sparen, hatten sich die Mannschaften darauf geeinigt, keine Flutlichtanlage bei diesem Spiel einzusetzen. Da das Licht im zweiten Innings sich stark verschlechterte geriet Sri Lanka unter einem für sie möglichen negativen Duckworth-Lewis Ergebnis unter Druck und verloren so schnell einige Wickets. Für die verbliebenen Spiele wurden Flutlichtanlagen wieder zugelassen.

### Zweites ODI in Kandy
| 9. Juli Scorecard | Kandy | Sri Lanka 267 (49.2)          | – | Südafrika 180 (38.1) |
|                   |       | Sri Lanka gewinnt mit 87 Runs |   |                      |

### Drittes ODI in Hambantota
| 12. Juli Scorecard | Hambantota | Südafrika 339-5 (50)          | – | Sri Lanka 257 (50) |
|                    |            | Südafrika gewinnt mit 82 Runs |   |                    |

## Tests

### Erster Test in Galle
| 16. – 20. Juli Scorecard | Galle | Südafrika 455-9d (166.2) & 206-6d (50.2) | – | Sri Lanka 292 (104.5) & 216 (71.3) |
|                          |       | Südafrika gewinnt mit 153 Runs           |   |                                    |

Der südafrikanische Bowler Vernon Philander wurde auf Grund von Manipulationen des Spielballs mit einer Geldstrafe belegt.

### Zweiter Test in Colombo (SSC)
| 24. – 28. Juli Scorecard | Colombo (SSC) | Sri Lanka 421 (121.4) & 229-8d (53.4) | – | Südafrika 282 (134.5) & 159-8 (111) |
|                          |               | Remis                                 |   |                                     |

## Statistiken
Die folgenden Cricketstatistiken wurden bei dieser Tour erzielt.
| Tests              | Tests      | Tests   | Tests   | Tests   | Tests   | Tests   | Tests   | Tests   |
| Batting            | Batting    | Batting | Batting | Batting | Batting | Batting | Batting | Batting |
| Spieler            | Mannschaft | Spiele  | Innings | Runs    | Average | HS      | 100s    | 50s     |
| ------------------ | ---------- | ------- | ------- | ------- | ------- | ------- | ------- | ------- |
| Angelo Mathews     | Sri Lanka  | 2       | 4       | 242     | 121,00  | 89      | 0       | 3       |
| Hashim Amla        | Südafrika  | 2       | 4       | 197     | 65,66   | 139*    | 1       | 0       |
| Mahela Jayawardene | Sri Lanka  | 2       | 4       | 178     | 44,50   | 165     | 1       | 0       |
| Kumar Sangakkara   | Sri Lanka  | 2       | 4       | 172     | 43,00   | 76      | 0       | 2       |
| Faf du Plessis     | Südafrika  | 2       | 4       | 163     | 40,75   | 80      | 0       | 1       |
| Bowling            |            |         |         |         |         |         |         |         |
| Spieler            | Mannschaft | Spiele  | Overs   | Wickets | Average | BBI     | 5W      | 10W     |
| Dilruwan Perera    | Sri Lanka  | 2       | 158.3   | 16      | 23,12   | 5/69    | 1       | 0       |
| Dale Steyn         | Südafrika  | 2       | 75      | 13      | 17,46   | 5/54    | 1       | 0       |
| Morné Morkel       | Südafrika  | 2       | 68      | 12      | 16,00   | 4/29    | 0       | 0       |
| Rangana Herath     | Sri Lanka  | 2       | 172     | 12      | 28,58   | 5/40    | 1       | 0       |
| JP Duminy          | Südafrika  | 2       | 44      | 5       | 33,40   | 2/38    | 0       | 0       |

| ODIs                 | ODIs       | ODIs    | ODIs    | ODIs    | ODIs    | ODIs    | ODIs    | ODIs    |
| Batting              | Batting    | Batting | Batting | Batting | Batting | Batting | Batting | Batting |
| Spieler              | Mannschaft | Spiele  | Innings | Runs    | Average | HS      | 100s    | 50s     |
| -------------------- | ---------- | ------- | ------- | ------- | ------- | ------- | ------- | ------- |
| Hashim Amla          | Südafrika  | 3       | 3       | 258     | 86,00   | 109     | 2       | 0       |
| AB de Villiers       | Südafrika  | 3       | 3       | 212     | 70,66   | 108     | 1       | 1       |
| Quinton de Kock      | Südafrika  | 3       | 3       | 159     | 53,00   | 128     | 1       | 0       |
| Tillakaratne Dilshan | Sri Lanka  | 3       | 3       | 156     | 52,00   | 86      | 0       | 1       |
| Kumar Sangakkara     | Sri Lanka  | 3       | 3       | 131     | 43,66   | 88      | 0       | 1       |
| Bowling              |            |         |         |         |         |         |         |         |
| Spieler              | Mannschaft | Spiele  | Overs   | Wickets | Average | BBI     | 5W      | 10W     |
| Ryan McLaren         | Südafrika  | 3       | 24      | 9       | 13,11   | 4/48    | 0       | 0       |
| Ajantha Mendis       | Sri Lanka  | 3       | 23.1    | 7       | 18,14   | 3/61    | 0       | 0       |
| Imran Tahir          | Südafrika  | 3       | 27      | 6       | 20,00   | 3/50    | 0       | 0       |
| Morné Morkel         | Südafrika  | 3       | 24      | 5       | 29,20   | 2/39    | 0       | 0       |
| Lasith Malinga       | Sri Lanka  | 3       | 23      | 4       | 40,25   | 4/24    | 0       | 0       |

## Player of the Series
Als Player of the Series wurden die folgenden Spieler ausgezeichnet.
| Serie | Player of the Series |
| ----- | -------------------- |
| Test  | Mahela Jayawardene   |
| ODI   | Hashim Amla          |

### Player of the Match
Als Player of the Match wurden die folgenden Spieler ausgezeichnet.
| Spiel   | Player of the Match  |
| ------- | -------------------- |
| 1. ODI  | Hashim Amla          |
| 2. ODI  | Tillakaratne Dilshan |
| 3. ODI  | AB de Villiers       |
| 1. Test | Dale Steyn           |
| 2. Test | Dilruwan Perera      |